# Jeremy Sisto
Jeremy Merton Sisto (Grass Valley, 6 oktober 1974) is een Amerikaans acteur. Hij werd zowel in 2002 als 2006 genomineerd voor een Screen Actors Guild Award, in beide gevallen samen met de gehele cast van Six Feet Under. Daarin is hijzelf te zien als Billy Chenowith.
Sisto maakte in 1991 zijn film- en acteerdebuut als Roberto in het misdaaddrama Grand Canyon. Sindsdien verscheen hij in meer dan vijftig andere filmrollen. Daarnaast speelde hij wederkerende personages in verschillende televisieseries. Sisto's omvangrijkste rol daarin is sinds 2009 die in Law & Order, waarin hij sinds mei 2007 te zien is als detective Cyrus Lupo. Eerde speelde hij in meer dan dertig afleveringen van Six Feet Under het personage Billy Chenowith.
Sisto trouwde in 2009 met Addie Lane, zijn tweede echtgenote. Zij beviel eerder dat jaar van hun eerste kind, dochter Charlie. Sisto was eerder van 1993 tot en met 2002 getrouwd met actrice Marisa Ryan.

## Filmografie
*Exclusief televisiefilms
| - The Other Side of the Door (2016) - Sironia (2011) - Rosencrantz and Guildenstern Are Undead (2009) - Into Temptation (2009) - A Cat's Tale (2008, stem) - Justice League: The New Frontier (2008, stem) - Gardens of the Night (2008) - The War Prayer (2007) - Waitress (2007) - Broken (2006) - Unknown (2006) - The Thirst (2006) - Population 436 (2006) - In Memory of My Father (2005) - A Lot Like Love (2005) - The Nickel Children (2005) - The Heart Is Deceitful Above All Things (2004) - Dead & Breakfast (2004) - Method (2004) - In Enemy Hands (2004) - One Point O (2004) - Wrong Turn (2003) - Manfast (2003) - The Movie Hero (2003) - Thirteen (2003) - Something More (2003) | - Now You Know (2002) - Inside (2002) - May (2002) - Robbing 'Hef (2002) - Angel Eyes (2001) - Don's Plum (2001) - Takedown (2000) - Men Named Milo, Women Named Greta (2000) - Dead Dog (2000) - The Auteur Theory (1999) - Trash (1999) - This Space Between Us (1999) - Little Savant (1999) - Playing by Heart (1998) - Without Limits (1998) - Some Girl (1998) - Suicide Kings (1997) - Oakland Underground (1997) - Bongwater (1997) - Three Women of Pain (1997) - White Squall (1996) - Moonlight and Valentino (1995) - Clueless (1995) - Hideaway (1995) - The Crew (1994) - Grand Canyon (1991) |

## Televisieseries
*Exclusief eenmalige gastrollen
- Law & Order - Detective Cyrus Lupo (55+ afleveringen sinds mei 2007)
- My Boys - Thorn (2007, twee afleveringen) )
- Kidnapped - Knapp (2006-2007, dertien afleveringen) )
- Six Feet Under - Billy Chenowith (2001-2005, 31 afleveringen) )
- Ancient Egyptians - Verteller (2003-2004, vier afleveringen)
- Julius Caesar - Julius Caesar (2002, twee afleveringen)
- Suburgatory - George Altman (2011-2014, 57 afleveringen)

- Bibsys: 2044227
- Biblioteca Nacional de España: XX1699119
- Bibliothèque nationale de France: cb14227824c (data)
- Gemeinsame Normdatei: 138883343
- International Standard Name Identifier: 0000 0001 1472 9810
- Library of Congress Control Number: no00064244
- MusicBrainz: fdd17d86-a78c-49e0-a0cc-ae77dd1d9151
- Nationale Bibliotheek van Tsjechië: pna2007370868
- Nationale Bibliotheek van Israël: 987007314819605171
- Nederlandse Thesaurus van Auteursnamen: 258237384
- Système universitaire de documentation: 083320237
- Virtual International Authority File: 56159480
- WorldCat: E39PBJvMB8Qppx6VrdGKWgCbBP